# 2009年澳洲網球公開賽
2009年澳洲網球公開賽將會是當年舉行的第一項網球大滿貫賽事，也是第97屆澳洲網球公開賽。比賽場地類型為室外硬地球場。舉辦地點將會設在墨爾本公園球場。舉辦日期是2009年1月19日至2月1日。2008年澳網的男女單打賽事冠軍分別是諾瓦克·喬科維奇和瑪麗亞·莎拉波娃。

## 比賽記述

### 第一天（1月19日）
在第一天的比賽，男單方面大多數種子球手順利出線，惟獨第27種子球手費利西亞諾·洛佩斯，未能出線，與2008年美網八強的吉尔·穆勒在第五盤進行激戰，最終以14-16敗於對手之下。比賽總共用了5小時34分，是澳網有史以來最長的紀錄。
在女單方面，總共有三名種子球手出局，包括了扎维·阿格妮斯、西比爾·巴默爾、玛丽亚·基里连科。

## 比賽

### 成年組

#### 男單
決賽：拉斐爾·拿度 擊敗  羅傑·費德勒（7:5、3:6、7:6(3)、3:6、6:2）

#### 女單
決賽： 莎蓮娜·威廉絲 击败  迪娜拉·萨芬娜（6:0、6:3）

#### 男雙
決賽： 鲍勃·布赖恩／迈克·布赖恩 擊敗  马赫什·布帕蒂／马克·诺尔斯（2:6、7:5、6:0）

#### 女雙
決賽： 莎蓮娜·威廉絲／ 維納斯·威廉絲 擊敗 达妮埃拉·汉图霍娃／杉山愛（6:3、6:3）

#### 混雙
決賽： 马赫什·布帕蒂／ 萨尼娅·米尔扎 擊敗纳塔莉·德希／安迪·拉姆（6-3、6-1）

### 青年組

#### 青年男子單打
決賽：Yuki Bhambri 擊敗  Alexandros-Ferdinandos Georgoudas（6-3、6-1）

#### 青年女子單打
決賽： Ksenia Pervak擊敗勞拉·羅布森（6-3、6-1）

#### 青年男子雙打
決賽： 弗朗西斯·阿尔坎塔拉／ 謝政鵬擊敗Mikhal Biryukov /Yasutaka Uchiyama（6-4、6-2）

#### 青年女子雙打
決賽：Christina McHale／Alja Tomljanovic 擊敗Alexandra Krunic／Sandra Zaniewska（6-1、2-6、10-4）

### 輪椅組

#### 輪椅男子單打
決賽： 國枝慎吾  擊敗斯特凡纳·乌代（6-2、6-4）

#### 輪椅女子單打
決賽： Esther Vergeer 擊敗  Korie Homan（6-4、6-2）

#### 輪椅四肢癱瘓單打
決賽： Peter Norfolk 擊敗   戴维·瓦格纳（7-6(5)、6-1）

#### 輪椅男子雙打
決賽： Robin Ammerlaan／國枝慎吾 擊敗  Stefan Olsson／ 迈克尔·舍费尔斯（7-5、6-3）

#### 輪椅女子雙打
決賽： Esther Vergeer／ Korie Homan 擊敗 Agnieszka Bartcazk／ Katharina Kruger（6-1、6-0）

#### 輪椅四肢癱瘓雙打
決賽： Nicholas Taylor／ 戴维·瓦格纳 擊敗  Johan Andersson／ Peter Norfolk（6-2、6-3）

## 種子球手
以下是男女子單打的種子球手。
已退出種籽球手林赛·达文波特、 卡塔琳娜·斯雷博特尼克、 尼古莱·达维登科、 玛丽亚·莎拉波娃、 李娜、尼古拉斯·基弗
| 1. 拉斐爾·拿度（冠軍） 2. 羅傑·費德勒（亞軍） 3. 诺瓦克·德约科维奇（八強） 4. 安迪·穆雷（第四圈） 5. 若-威尔弗里德·特松加（八強） 6. 吉勒·西蒙（八強） 7. 安迪·羅迪克（四強） 8. 胡安·馬丁·德爾波特羅（八強） 9. 詹姆斯·布莱克（第四圈） 10. 大衛·納班迪安（第二圈） 11. 大卫·费雷尔（第三圈） 12. 加埃爾·蒙菲爾斯（第四圈） 13. 费尔南多·冈萨雷斯（第四圈） 14. 費爾南多·貝爾達斯科（四強） 15. 斯坦尼斯拉斯·瓦夫林卡（第三圈） 16. 羅賓·索德靈（第二圈） 17. 尼古拉斯·阿爾瑪格羅（第三圈） 18. 伊戈爾·安德烈耶夫（第三圈） 19. 馬林·西利奇（第四圈） 20. 托马什·贝尔迪赫（第四圈） 21. 托米·羅布雷多（第四圈） 22. 拉德克·斯泰潘內克（第三圈） 23. 马尔迪·菲什（第三圈） 24. 里夏尔·加斯凯（第三圈） 25. 伊沃·卡洛维奇（第二圈） 26. 马拉特·萨芬（第三圈） 27. 費利西亞諾·洛佩斯（第一圈） 28. 保羅-亨利·馬蒂厄（第二圈） 29. 德米特里·图萨诺夫（第一圈） 30. 萊納·舒特勒（第一圈） 31. 于爾根·梅爾策（第三圈） 32. 菲利普·科爾施賴伯（第二圈） | 1. 耶莱娜·扬科维奇（第四圈） 2. 莎蓮娜·威廉絲（冠軍） 3. 迪娜拉·萨芬娜（亞軍） 4. 耶莲娜·德门蒂耶娃（四強） 5. 安娜·伊萬諾維奇（第三圈） 6. 維納斯·威廉絲（第二圈） 7. 薇拉·兹沃纳列娃（四強） 8. 斯维特拉娜·库兹涅佐娃（八強） 9. 阿格涅什卡·拉德萬斯卡（第一圈） 10. 娜佳·彼得罗娃（第四圈） 11. 卡洛琳·沃兹尼亚奇（第三圈） 12. 弗拉维娅·佩内塔（第三圈） 13. 维多利亚·阿扎连卡（第四圈） 14. 帕蒂·施尼德（第二圈） 15. 阿丽泽·科奈（第四圈） 16. 玛丽恩·巴托莉（八強） 17. 安娜·恰克韦塔泽（第二圈） 18. 多米尼卡·齐布尔科娃（第四圈） 19. 达妮埃拉·汉图霍娃（第三圈） 20. 阿梅莉·毛瑞斯莫（第三圈） 21. 安納貝爾·米蒂娜·嘉利葛絲（第四圈） 22. 鄭潔（第四圈） 23. 扎维·阿格妮斯（第一圈） 24. 西比爾·巴默爾（第一圈） 25. 卡婭·卡內皮（第三圈） 26. 杉山愛（第三圈） 27. 玛丽亚·基里连科（第一圈） 28. 弗蘭切斯卡·斯基亞沃內（第一圈） 29. Alisa Kleybanova（第四圈） 30. 雅歷珊查·禾絲妮雅克（第一圈） 31. 阿廖娜·邦达连科（第三圈） 32. 撻瑪茵·塔娜蘇甘（第一圈） |

## 外部連結
- 官方網站